# Чорнозем

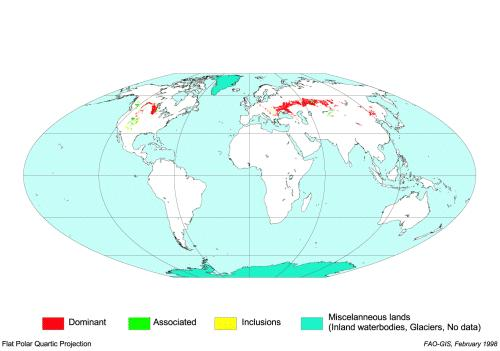
Глобальний розподіл чорнозему

Чорно́зем, чорно́земля — тип ґрунту, що розвивається в умовах суббореального слабоаридного клімату з добре вираженою сезонною контрастністю під степовою і луково-степовою рослинністю на пористих карбонатних породах — лесах і лесовидних суглинках. Чорноземи поширені переважно на платформних рівнинах, але зустрічаються також островами серед інших ґрунтів у міжгірських западинах, улоговинах і на слабоеродованих схилах гірських систем. Формування чорноземів зумовлено особливостями біологічного колообігу — великою кількістю хімічних елементів, які залучаються у щорічні процеси утворення і трансформації органічної речовини, надходженням основної маси органічних решток всередину ґрунту, активною участю в розкладанні рослинних решток бактерій, актиноміцетів, безхребетних.

## Етимологія
Чорнозем отримав назву через свій колір. Ґрунтознавці В.В. Докучаєв і М.М. Сибірцев, коли створювали номенклатуру ґрунтів, використали народні назви, які виходять із характерних особливостей ґрунту. 

## Історія вивчення
- 18 століття —  
  - Йохан Готтшальк Валлеріус (вивчення  розкладання рослин, 1761)[5] ;
  - Михайло Ломоносов: (розкладання рослин і тварин, 1763); [6]
- 19 століття  — 
  - Чарльз Лайєлл (лес,1835);
  - Сер Родерік Мерчісон (вивітрювання з юрських морських сланців, 1840);
  - Н. Д. Борисяк ( праця «Про чорнозем», створено класифікацію материнських порід чорноземів, 1851)[7];
  - Фрідріх Альберт Фаллоу (вперше використовував термін педологія, 1962);
  - Франц Йозеф Рупрехт (розкладення степових трав,1866);
  - Леваковський І.Ф. (стаття «Матеріали з вивчення чорноземів», 1871),
  - В.В. Докучаєв ( праця «Картографія руських ґрунтів», створено класифікацію, 1879);
  - Перші статті про чорнозем, перекладені з російської мови англійською (1879);
  - В.В. Докучаєв  («Руський чорнозем» з повним дослідженням цього ґрунту європейської чорноземної смуги , переважно української частини,1883);
  - М.М. Сибірцев (бонітування ґрунтів, 1889)[8]
- 20 століття
  - перша національна карта ґрунтів Сполучених Штатів (1912);[9]
  - Виноградський С.М. (книга «Мікробіологія ґрунтів, проблеми і методи», 1949). [10]

## Поширення
Найбільші площі чорноземів зосереджені в степових і лісостепових районах Центральної та Східної Європи (Угорщина, Чехія, Польща, Україна, Білорусь, Росія). Україна має одні з найбагатших чорноземних територій у світі — близько 40—60 % її площі (за різними оцінками) вкрито цими ґрунтами. У Північній Америці чорноземи поширені в регіоні Великих рівнин США, у Південній Америці — в Аргентині та Уругваї, в Азії  — переважно в степах Казахстану, Сибіру, а також в окремих районах Монголії та Китаю.

## Характеристика

### Горизонти
Для чорноземів характерна наявність двох основних генетичних горизонтів:

1. Гумусового прогресивно-акумулятивного, що характеризується великою потужністю, високим вмістом гумусу при його поступовому зменшенні з глибиною, зернистою структурою.
2. Карбонатно-акумулятивного.

### Родючість
Родючість чорнозему висока і може бути ще збільшена за відповідних аґротехнічних заходів.
За вмістом гумусу у гумусо-акумулятивному горизонті «Н» чорноземи поділяють на:
- середньогумусні > 9 %
- малогумусні 3—6 %
- слабогумусні < 3 %

### Потужність
Види чорноземів за Польовим визначником грунтів 1981 року виділяються за грубизною гумусованої частини профілю (Н+Hp+Phk):
- надпотужні > 120 cм
- потужні 85—120 см
- середньопотужні 65—85 см
- малопотужні 45—65 см
- неповнозрозвинуті < 25 см

За ДСТУ 7300:2013 виділяють такі види ґрунтів за потужністю профілю:
- надглибокі > 145 cм
- підвищено глибокі 125—145 cм
- глибокі 105—125 см
- помірно глибокі 85—105 см
- середньоглибокі 65—85 см
- неглибокі 45—65 см
- короткі 25—45 см
- мілкі < 25 см

### Структура
Чорноземи зазвичай мають зернисту структуру і завдяки цьому добре вбирають воду. Це створює сприятливі умови для живлення рослин і мікробіологічної діяльності.

## Генеза
У розвитку чорноземів виділяють декілька стадій: до антропогенна, номадна (скотарська) з нерегулярним землеробством, екстенсивного землеробства і агротехнологічна (інтенсивна).

## Деградація
Істотно впливає на деградацію чорноземів екстенсивне, нераціональне землеробство, порушення сівозмін, зменшення площ багаторічних трав, недостатнє внесення органічних добрив.

## Чорноземи України

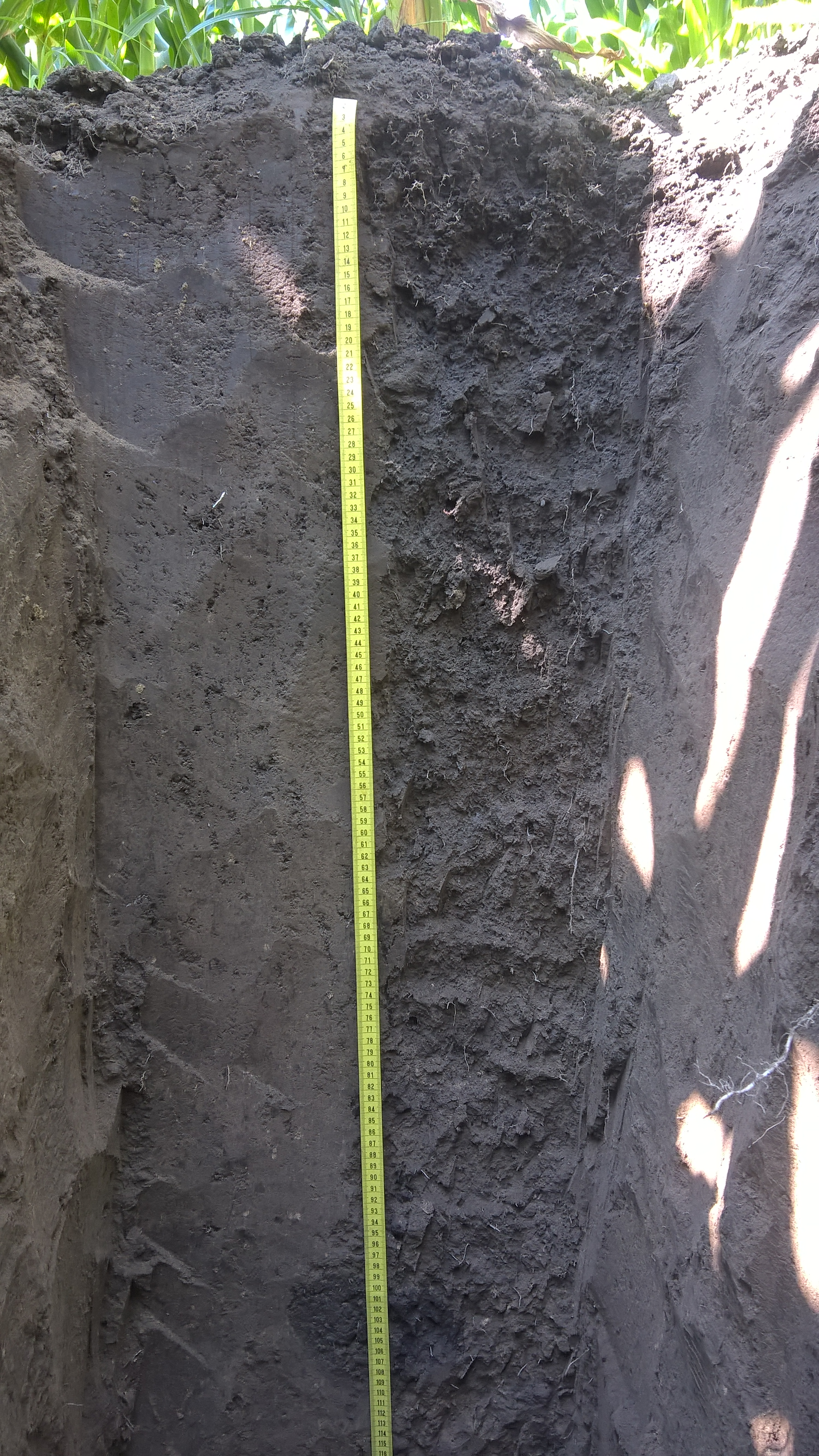
Чорнозем типовий глибокий середньогумусний середньосуглинковий пилувато-піщаний на лесі, Зіньківський район, Полтавська область, Україна

Чорноземи займають в Україні близько 60 % території (у світі близько 25 %), майже всю лісостепову (за винятком західних частин) і степову зони. В Україні поширені чорноземи п'яти підтипів, залежно від умов клімату, особливостей ґрунтотворних порід, рослинності. У лісостеповій зоні переважає підтип типових чорноземів, що мають 6 — 9 % гумусу, найбільшу потужність (до 1,5 м) і найбільшу родючість. Підтип чорноземів звичайних поширений у північній частині степу України; вони мають середні значення потужності (60 — 75 см) та вмісту гумусу (4 — 6 %). Найменший відсоток гумусу (3 — 4 %) характерний для чорноземів південних.
Чорноземні ґрунти при правильному використанні дають найбільший врожай багатьох сільськогосподарських культур. Врожайність культур висока за достатньої вологості.
Про їхню родючість колись казали: «Земля така добра, що посадиш оглоблю, то виросте тарантас».

## Чорноземи під цілиною
В Україні чорноземи збереглися в цілинному стані тільки в заповідниках «Михайлівська цілина» у Сумській області, «Хомутівський степ» у Донецькій, «Стрілецький степ» у Луганській і «Кам'яні могили» у Запорізькій областях.